# ماري بونين لوكوز
كانت ماري بونين لوكوز طبيبة نسائية وتوليد هندية وأول جراحة عام في الهند. كانت مؤسسة مصحة السل في ناغاركويل ومعهد الأشعة السينية والراديوم، في ثيروفانانثابورام، عملت كرئيسة لقسم الصحة في ولاية ترافانكور الأميرية وكانت أول امرأة تشرع في الولاية. منحتها حكومة الهند رابع أعلى جائزة مدنية هندية لبادما شري في عام 1975.

## حياتها

### النَّشأة
ولدت ماري لوكوز في 2 أغسطس 1886، لعائلة ثرية حيث كانت الطفلة الوحيدة في أيمنام وهي قرية صغيرة اشتهرت فيما بعد بكونها مسرحًا لرواية إله الأشياء الصغيرة في ولاية ترافانكور الأميرية (كيرلا الحديثة)، في الإمبراطورية الهندية البريطانية. كان والدها، تي إي بونين، طبيبًا، وأول خريج طبي في ترافانكور والطبيب الملكي لولاية ترافانكور. كانت والدتها تعاني من مشاكل صحية بسبب ماري ترعرعت من قبل مربيات بريطانيات.

### التَّعليم
أكملت ماري بونين لوكوز تعليمها في مدرسة دير الملاك المقدس الثانوية في ثيروفانانثابورام وتصدرت امتحان القبول. ومع ذلك، فقد حُرمت من القبول في المواد العلمية في كلية مهراجاس، ثيروفانانثابورام (كلية جامعة ثيروفانانثابورام الحالية) لكونها امرأة وكان عليها متابعة دراساتها في التاريخ التي تخرجت فيها (بكالوريوس) في عام 1909 باعتبارها الطالبة الوحيدة في الكلية. وأول امرأة تخرجت من جامعة مدراس التي كانت كلية مهراجاس تابعة لها. نظرًا لأن الجامعات الهندية لم تقدم قبولًا للنساء في الطب، فقد انتقلت إلى لندن وحصلت على بكالوريوس الطب والجراحة من جامعة لندن، أول امرأة تتخرج في الطب من ولاية كيرلا فيما بعد. واصلت في المملكة المتحدة للحصول على شهادة في الكلية الملكية لأطباء النساء والتوليد من مستشفى روتوندا، دبلن وخضعت لتدريب متقدم في طب الأطفال في مستشفى جريت أورموند ستريت. عملت لاحقًا في مستشفيات مختلفة في المملكة المتحدة وواصلت دراساتها الموسيقية في نفس الوقت لاجتياز اختبار الموسيقى في لندن.

### الانتقال إلى الهند
عادت ماري إلى الهند في عام 1916، وهو العام الذي توفي فيه والدها، وتولت منصب طبيب التوليد في مستشفى النساء والأطفال، ثيكود في ثيروفانانثابورام وعملت أيضًا مشرفًا على المستشفى، لتحل محل أحد الغربيين الذين عادت إلى موطنها الأصلي بعد الزواج. بعد ذلك بعام، تزوجت من كونوكوزيل كوريفيلا لوكوز، المحامي الذي أصبح فيما بعد قاضيًا في محكمة ترافانكور العليا. خلال فترة عملها في مستشفى ثيكود، بدأت برنامج تدريب القبالة لأطفال القابلات المحليات من أجل كسب دعمهن ومن المعروف أنها ولدت أول مولود لها في المستشفى. في عام 1922 تم ترشيحها إلى المجلس التشريعي في ترافانكور، المعروف باسم مجلس ولاية ثرى شيترا، وبذلك أصبحت أول امرأة مشرعة في الولاية. بعد ذلك بعامين، تمت ترقيتها إلى منصب القائم بأعمال الجراح العام لولاية ترافانكور، مما يجعلها أول امرأة يتم تعيينها كجراح عام في الهند. استمرت في المستشفى حتى عام 1938 وخلال هذه الفترة تم ترشيحها لمجلس الدولة بشكل مستمر حتى عام 1937. في عام 1938، أصبحت طبيبة الجراحة العامة، وكانت مسؤولة عن 32 مستشفى حكوميًا و40 مستوصفًا حكوميًا و20 مؤسسة خاصة. يقال إنها كانت أول امرأة يتم تعيينها كجراح عام في العالم؛ تم تعيين أول جراح عام في الولايات المتحدة فقط في عام 1990.

## حياتها في الهند
كانت ماري إحدى مؤسسي فرع ثيروفانانثابورام لجمعية الشابات المسيحيات وأصبحت رئيسة مؤسِّسة لها في عام 1918، وهو المنصب الذي احتفظت به حتى عام 1968. عملت كمفوض رئيسي لمرشدات الهند وكانت أيضًا عضوًا مؤسسًا في الجمعية الطبية الهندية واتحاد جمعيات أمراض النساء والتوليد في الهند، والتي بدأت باسم جمعية أمراض النساء والتوليد. كجراح عام للولاية، ورد أنها أسست مصحة السل في ناجاركويل، وهي واحدة من أوائل المصحات في الهند، والتي نمت فيما بعد لتصبح كلية الطب الحكومية في كانياكوماري. كما أسست معهد الأشعة السينية والراديوم في ثيروفانانثابورام.
ماري ولوكوز لديهما طفلان، الأكبر، جرايسي، وهي طبيبة وأستاذة مساعدة سابقة في كلية ليدي هاردينج الطبية، نيودلهي والأصغر، كي بي لوكوز، القنصل العام السابق، الممثل الدائم للهند لدى الأمم المتحدة والسفير الهندي في بلغاريا. توفي زوجها عام 1947 وسبقها طفلاها في الموت. حصلت على لقب فيديا شاسترا كوسالا من شيثيرا ثيرونال بالاراما فارما، آخر مهراجا من ترافانكور. منحتها الحكومة الهندية وسام الشرف المدني لبادما شري في عام 1975.

## وفاتها
توفيت ماري بونين لوكوز في 2 أكتوبر 1976 عن عمر يناهز 90 عامًا.